# Miologia
Miologia (gr. my ‘mięsień’, gr. logos ‘nauka’) – dział anatomii, nauka o mięśniach, ich strukturze, rozmieszczeniu i funkcjonowaniu.